# Gustaf Mauritz Armfelt
Gustaf Mauritz Armfelt (Tarvasjoki (Finland), 31 maart 1757 - Sint-Petersburg, 19 augustus 1814) was een Zweedse graaf en diplomaat. Hij was een adviseur van de Russische tsaar Alexander I. Armfelt is grotendeels verantwoordelijk voor de verregaande autonomie van het grootvorstendom Finland.

## Biografie
Armfelt werd in 1757 geboren in Tarvasjoki Finland, toen een gebied waarom gestreden werd door Zweden en Rusland. Hij was de achterkleinzoon van de generaal die onder Karel XII van Zweden gediend had, en in 1774 kreeg hij een baan bij de koninklijke wacht. Na 1780 was hij een van de favorieten van koning Gustaaf III; in 1783 was Armfelt aanwezig bij de vredesonderhandelingen tijdens de Russisch-Zweedse Oorlog en in 1788 versloeg hij de Denen bij Göteborg.
Op zijn sterfbed in 1792 wees Gustaaf III Armfelt aan als voogd van zijn pasgeboren zoon en benoemde hij hem tot gouverneur van Stockholm. Hij werd echter door de regent Karel XIII als ambassadeur naar Napels gezonden. Vanuit Napels correspondeerde Armfelt met Catharina II van Rusland en spoorde haar aan Zweden binnen te vallen om aldoende Karel van de troon te stoten. Zweedse spionnen ontdekten de plannen en Armfelt vluchtte naar Rusland; in zijn thuisland werd hij bij afwezigheid als verrader ter dood veroordeeld. Nadat de zoon van Gustaaf III, Gustaaf IV, in 1796 achttien jaar oud was geworden en hij de troon besteeg, werd Armfelts vonnis nietig verklaard. Nadien was hij onder andere ambassadeur in Wenen en aanvoerder van de Zweedse troepen.

### In dienst van Rusland
In 1809 moest Gustaaf IV onder dwang van revolutionairen aftreden; Armfelt vluchtte naar het aan Rusland geschonken Finland. Twee jaar later verhuisde hij naar het Russische hof. Daar wist hij de tsaar te overreden van Finland een autonoom gebied te maken en Zweden en Noorwegen te verenigen in een unie. Armfelt stierf in 1814 in Sint-Petersburg.